# Municipio de Ransom (Pensilvania)
El municipio de Ransom (en inglés: Ransom Township) es un municipio ubicado en el condado de Lackawanna en el estado estadounidense de Pensilvania. En el año 2000 tenía una población de 1.429 habitantes y una densidad poblacional de 31.3 personas por km².

## Geografía
El municipio de Ransom se encuentra ubicado en las coordenadas 41°25′00″N 75°46′59″O / 41.41667, -75.78306.

## Demografía
Según la Oficina del Censo en 2000 los ingresos medios por hogar en la localidad eran de $45,682 y los ingresos medios por familia eran de $51,625. Los hombres tenían unos ingresos medios de $35,000 frente a los $23,889 para las mujeres. La renta per cápita de la localidad era de $19,207. Alrededor del 5,1% de la población estaba por debajo del umbral de pobreza.